# Llista de governadors d'Oaxaca

Escut d'Oaxaca

Aquesta és la Llista de governadors d'Oaxaca. Segons la Constitució Política de l'Estat Lliure i Sobirà d'Oaxaca, l'exercici del Poder Executiu d'aquesta entitat mexicana, es diposita en un sol individu, que es denomina Governador Constitucional de l'Estat Lliure i Sobirà d'Oaxaca i que és elegit per a un període de 6 anys no reeligibles per cap motiu. El període governamental comença el dia 1 de desembre de l'any de l'elecció i acaba el 30 de novembre després d'haver transcorregut sis anys.
L'estat d'Oaxaca va ser creat en 1824, sent un dels estats originals de la federació, per la qual cosa al llarg de la seva vida històrica ha passat per tots els sistemes de govern vigents a Mèxic, tant el sistema federal com el sistema central, per la qual cosa la denominació de l'entitat ha variat entre estat i departament; variant juntament amb ella, la denominació del titular del Poder Executiu de l'Estat.
Gabino Cué Monteagudo ha estat el primer governador electe des de 1929 que no pertany al Partit Revolucionari Institucional.

## Governadors de l'Estat Lliure i Sobirà d'Oaxaca
| Nom                                 | Període         | Partit                       |
| ----------------------------------- | --------------- | ---------------------------- |
| José María Murguía y Galardi        | (1847)          |                              |
| Francisco Ortiz Zárate              | (1847)          |                              |
| José Ignacio Morales                | (1824-1827)     |                              |
| Ramón Ramírez de Aguilar            | (1827 - (1828)  |                              |
| José Ignacio Morales                | (1828)          |                              |
| José Joaquín Guerrero               | (1828)          |                              |
| Miguel Ignacio Iturribarría         | (1828 - (1830)  |                              |
| Ramón Ramírez de Aguilar            | (1830)          |                              |
| José Joaquín Guerrero               | (1830)          |                              |
| José López Ortigoza                 | (1830-1833)     |                              |
| Ramón Ramírez de Aguilar            | (1833-1834)     |                              |
| Manuel Jiménez Bohórquez Varela     | (1834)          |                              |
| Tiburcio Cañas                      | (1834)          |                              |
| Antonio de León                     | (1834)          |                              |
| José López Ortigoza                 | (1834)          |                              |
| Francisco Monterrubio               | (1834)          |                              |
| José López Ortigoza                 | (1834-1836)     |                              |
| Ignacio Goytia                      | (1836-1837)     |                              |
| José López Ortigoza                 | (1837-1838)     |                              |
| Ignacio Goytia                      | (1838-1839)     |                              |
| José López Ortigoza                 | (1839-1841)     |                              |
| Antonio de León                     | (1841-1843)     |                              |
| José García Malo                    | (1843-1844)     |                              |
| José Domingo Ibáñez de Corbera      | (1844)          |                              |
| Antonio de León                     | (1844)          |                              |
| Luis Fernández del Campo            | (1844)          |                              |
| Antonio de León                     | (1845)          |                              |
| Luis Fernández del Campo            | (1845)          |                              |
| Manuel López Ortigoza               | (1846)          |                              |
| José López Ortigoza                 | (1846)          |                              |
| Luis Fernández del Campo            | (1846)          |                              |
| José Simeón Arteaga                 | (1846)          |                              |
| Benito Juárez García                | (1846)          |                              |
| José Simeón Arteaga                 | (1846-1847)     |                              |
| José Joaquín Guergué                | (1847)          |                              |
| Aurelio Bolaños                     | (1847)          |                              |
| Francisco Ortiz Zárate              | (1847)          |                              |
| Benito Juárez García                | (1847-1848)     |                              |
| José María Castellanos              | (1848)          |                              |
| Benito Juárez García                | (1848-1849)     |                              |
| José María Castellanos              | (1849)          |                              |
| Benito Juárez García                | (1849)          |                              |
| José María Castellanos              | (1849)          |                              |
| Benito Juárez García                | (1849 - 1852)   |                              |
| Lope San Germán                     | (1852)          |                              |
| Ignacio Mejía                       | (1852 - 1853)   |                              |
| Lope San Germán                     | (1853)          |                              |
| Luis Fernández del Campo            | (1853)          |                              |
| Manuel Iturribarría                 | (1853)          |                              |
| Ignacio Martínez y Pinillos         | (1852-1855)     |                              |
| José María García                   | (1855)          |                              |
| Ignacio Martínez y Pinillos         | (1855)          |                              |
| José María García                   | (1855-1857)     |                              |
| Benito Juárez                       | (1856-1857)     |                              |
| José María Díaz Ordaz               | (1857-1858)     |                              |
| Miguel Castro                       | (1858-1859)     |                              |
| José María Díaz Ordaz               | (1859-1860)     |                              |
| Marcos Pérez Santiago               | (1860)          |                              |
| Ramón Cajiga                        | (1860-1863)     |                              |
| Porfirio Díaz                       | (1863-1864)     |                              |
| José María Balllesteros             | (1864-1865)     |                              |
| "Prefecturas"                       | (1865-1867)     |                              |
| Porfirio Díaz                       | (1866)          |                              |
| Alejandro García                    | (1866-1867)     |                              |
| Juan M. Maldonado                   | (1867)          |                              |
| Miguel Castro                       | (1867)          |                              |
| Sin gobernador                      | 43 años         |                              |
| Heliodoro Díaz Quintas              | (1912)          |                              |
| Benito Juárez Maza                  | (1911 - 1912)   |                              |
| Alberto Montiel                     | (1912           |                              |
| Miguel Bolaños Cacho                | (1912 - 1914)   |                              |
| Fidel Sandoval                      | (1914)          |                              |
| Francisco Canseco                   | (1914)          |                              |
| Juan Jiménez Méndez                 | (1917 - 1919)   |                              |
| Manuel García Vigil                 | (1920 - 1924)   |                              |
| Carlos Bravo                        | (1921)          |                              |
| Ramón Pardo- Interino               | (1921)          |                              |
| Flavio Pérez Gasga- Interino        | (1923)          |                              |
| Isaac M. Ibarra- Interino           | (1923)          |                              |
| Onofre Jiménez                      | (1924 - 1925)   |                              |
| Genaro V. Vásquez                   | (1925 - 1928)   |                              |
| Francisco López Cortés              | (1928 - 1932)   |                              |
| Anastacio García Toledo             | (1932 - 1936)   |                              |
| Constantino Chapital                | (1936 - 1940)   |                              |
| Vicente González Fernández          | (1940 - 1944)   |                              |
| Edmundo M. Sánchez Cano             | (1944 - 1947)   |                              |
| Eduardo Vasconcelos                 | (1947 - 1950)   | PRI                          |
| Manuel Mayoral Heredia              | (1950 - 1952)   | PRI                          |
| Manuel Cabrera Carrasqueado         | (1952 - 1955)   | PRI                          |
| Manuel I. Manjardín- Interino       | (1955)          | PRI                          |
| José Pacheco Iturribarría- Interino | (1955 - 1956)   | PRI                          |
| Alfonso Pérez Gasca                 | (1956 - 1962)   | PRI                          |
| Rodolfo Brena Torres                | (1962 - 1968)   | PRI                          |
| Víctor Bravo Ahuja                  | (1968 - 1970)   | PRI                          |
| Fernando Gómez Sandoval             | (1970 - 1974)   | PRI                          |
| Manuel Zárate Aquino                | (1974 - 1977)   | PRI                          |
| Eliseo Jiménez Ruiz                 | (1977 - 1980)   | PRI                          |
| Pedro Vázquez Colmenares            | (1980 - 1985)   | PRI                          |
| Jesús Martínez Álvarez- Interino    | (1985 - 1986)   | PRI                          |
| Heladio Ramírez López               | (1986 - 1992)   | PRI                          |
| Diódoro Carrasco Altamirano         | (1992 - 1998)   | PRI                          |
| José Murat Casab                    | (1998 - 2004)   | PRI                          |
| Ulises Ruiz Ortiz                   | (2004 - 2010)   | PRI                          |
| Gabino Cué Monteagudo               | (2010 - Actual) | Partido Movimiento Ciudadano |